# Санниково (Алтайский край)
Са́нниково — село в Первомайском районе Алтайского края, административный центр муниципального образования Санниковский сельсовет.

## Физико-географическая характеристика
Географическое положение и природные условия
Село Санниково расположено в лесостепной зоне, в долине Верхней Оби у подножия Бийско-Чумышской возвышенности на правом берегу реки Лосихи. По юго-восточной границе села проходит территория Верхне-Обского бора, простирающегося вдоль поймы реки Оби от Чумыша до Чемровки. Окружающая местность характеризуется преобладанием болотно-луговых ландшафтов.
Дендрологический состав: вяз, берёза, липа, ясень, сирень, акация. Плодово-ягодные культуры представлены коллективными садами: яблоня, вишня, слива, груша, малина, смородина, облепиха.
Леса вокруг села состоят из нескольких участков лиственного леса в пойме реки Лосиха. Многочисленны берёзовые колки с отдельными группами сосен. Значительная часть зелёных насаждений, вблизи села, вследствие разлива реки Лосихи, оказывается длительное время заболоченной. Весеннее половодье на реке Лосиха проходит в течение 1 — 1,5 месяца, наивысшие уровни подъёма воды наблюдаются в начале мая и достигают 3,5 — 5 м.
Состав почв: В границах села распространены пойменные луговые и темно-серые лесные почвы, а для расположенных на значительной территории берёзово-осиновых колок характерны серые лесные осолоделые почвы и солоди. Луговые чернозёмные почвы по строению профиля сходны с обыкновенными чернозёмами. Содержание гумуса 7,5 — 13,2 %.
Климат
Село Санниково находится в районе с резко континентальным довольно сухим климатом. Зима — продолжительная и холодная, с устойчивым снежным покровом; лето — короткое и жаркое.
Преимущественным направлением ветра является юго-западное (27 %), в тёплый период года велика повторяемость южных (17 %) и западных (15 %) ветров. Среднегодовая скорость ветра — 4,1 м/с.
В холодный период года отмечается максимальное количество дней с туманами.
В среднем за год выпадает 613 мм осадков, максимум приходится на тёплый период года, минимум — на конец зимы.
Основное влияние на формирование воздушной среды села Санниково оказывают производственные объекты, объекты теплоэнергетики, а также автомобильная дорога регионального значения Барнаул — Новоалтайск (Новосибирский тракт). Тем не менее, учитывая наличие незначительной производственной инфраструктуры, фоновое загрязнение по основным загрязняющим веществам не превышает предельно-допустимых концентраций в атмосферном воздухе.
Часовой пояс
Село Санниково, как и весь Алтайский край, находится в часовой зоне МСК+4. Смещение применяемого времени относительно UTC составляет +7:00.
Административное положение
В административном отношении Санниково находится в центре Первомайского района, расположенного в северо-восточной части Алтайского края. Относится к Санниковскому сельсовету, в состав которого также входит село Фирсово. Занимает территорию 1 300 га. Ближайшими городами являются: Барнаул и Новоалтайск.
| С-З | Кислуха ~ 23 км Камень-на-Оби ~ 178 км | Новоалтайск ~ 2 км                         | Правда ~ 13 км Заринск ~ 72 км                        | С-В |
| З   | Барнаул ~ 10 км                        | Роза ветров                                | Покровка ~ 9 км Калтан (Кемеровская область) ~ 216 км | В   |
| Ю-З | Бельмесёво ~ 22 км Алейск ~ 121 км     | Фирсово ~ 2 км Риддер (Казахстан) ~ 331 км | Озеро-Красилово ~ 31 км Бийск ~ 119 км                | Ю-В |

## История
Наиболее ранней косвенной датировкой возникновения деревни Санниковой считается 1721 год, когда у реки Лосихи были поставлены дворы первопоселенцев Михаила Игнатьевича Санарова и Перфилия Лукьяновича Карпова.
В административном отношении эта территория относилась к Томскому уезду Тобольской провинции Сибирской губернии.
Более достоверное свидетельство о существовании деревни Санниковой относится к 1748 году. В описи бердских крестьян, принятых в заводское ведомство, в числе мест, где фактически жили числившиеся по Бердскому острогу новые приписные, названа деревня Санникова ведомства Белоярской крепости.
В 1745 году в деревне появляется кузница М. И. Санарова, годом позже — кузница Тимофея Савича Коробейникова. Братья Перфилий и Петр Карповы ставят мельницы (1746, 1747).
В 1750 году «геодезии прапорщик» Пимен Старцев отмечает деревню на «Ландкарте Удорской провинции Томского и Кузнецкого уездов», положив начало картографии этого населённого пункта.

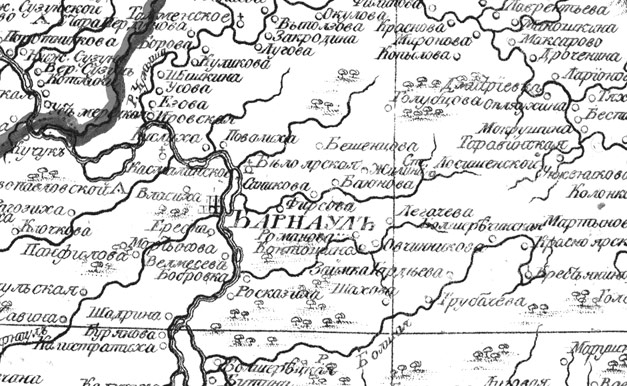
Деревня Санникова (фрагмент карты 1792 года)

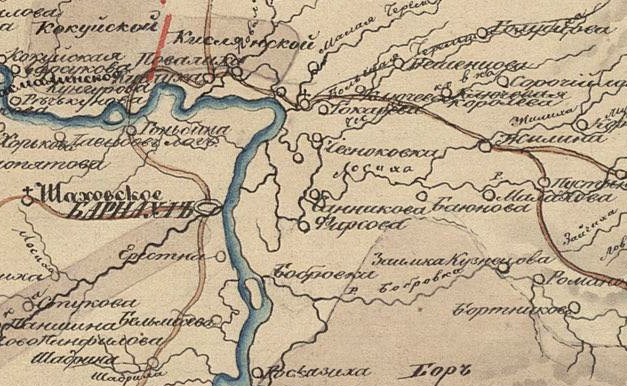
Деревня Санникова (фрагмент карты 1835 года)

К 1763 г. деревня Санникова уже считается большой, и насчитывает 181 жителя (102 мужчины и 79 женщин).
|                         | 1763 | 1859 | 1880* | 1893 | 1897 | 1899 | 1911   | 1926   |
| ----------------------- | ---- | ---- | ----- | ---- | ---- | ---- | ------ | ------ |
| Всего жителей           | 181  | ↗348 | ↗477  | ↗616 | ↗800 | ↗850 | ↗2 375 | ↘2 303 |
| - мужчин                | 102  | ↗171 | ↗232  | ↗291 | ↗373 | ↗425 | ↗1 193 | ↘1 082 |
| - женщин                | 79   | ↗177 | ↗245  | ↗325 | ↗427 | ↘425 | ↗1 182 | ↗1 221 |
| Всего дворов (хозяйств) | х    | ↗46  | ↗93   | ↗118 | x    | ↘114 | ↗298   | ↗495   |

В ходе административных реформ Екатерины II в Сибири именным указом от 1 мая 1779 года территория, занимаемая Колывано-Воскресенскими заводами и приписанными к ним селениями была названа Колыванской областью, впоследствии (28 июля 1783 года) переименованной в Колыванскую губернию (наместничество). Деревня Санникова с этого времени относится к недавно образованному Барнаульскому уезду Колыванской губернии.
В 1796 году вступивший на престол император Павел I, именным указом от 12 декабря упраздняет Колыванскую губернию, вернув принадлежащие ей земли в прежнее подчинение.
В XIX веке продолжается рост населения и числа дворов деревни.
26 февраля (9 марта) 1804 года Александр I разделяет Тобольскую губернию на две части, в результате чего деревня Санникова стала принадлежать Барнаульскому уезду новой — Томской губернии.
В 1834 в составе Томской губернии был выделен Алтайский горный округ.

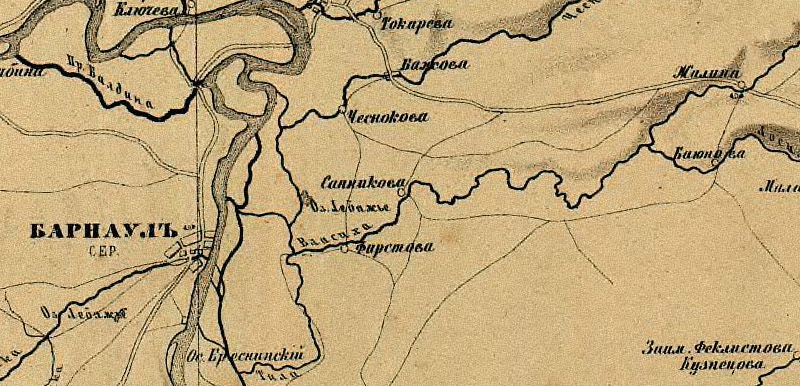
Деревня Санникова (фрагмент карты 1864 года)

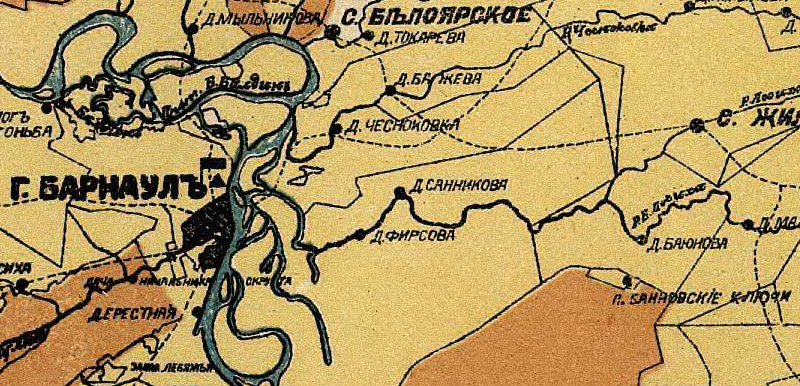
Деревня Санникова (фрагмент карты 1911 года)

Деревня Санникова, относящаяся в этот период к Белоярской волости Барнаульского округа, значится в документах, как деревня крестьян, бывших приписанными к Алтайским горным заводам.
К середине XIX века здесь числится почти 50 дворов и 350 жителей.
В 1880 году в деревне работают 4 мельницы, 3 кузницы, хлебный магазин.
В 90-х годах XIX века деревенский писарь Михаил Иванович Ноговицын основывает школу грамоты. К этому времени деревня насчитывает около 800 жителей.
В начале XX века в ходе аграрной реформы П. А. Столыпина резко увеличивается количество жителей, и к 1911 году почти достигает современной отметки. Развивается торговля — в деревне открываются мануфактурная и 4 мелочных лавки. Активно функционирует одна из трёх крупных крупчатых мельниц в окрестностях Барнаула, её оборот достигает 25 тысяч рублей.
4 августа 1920 года село Санниково становится центром Санниковского сельсовета Белоярской волости Барнаульского уезда Алтайской губернии, образованной в 1917 году из части Томской губернии.
24 октября 1925 года ВЦИК постановляет из нескольких губерний образовать Сибирский край, снова поменяв подчиненность села.
30 июля 1930 года происходит упразднение Барнаульского округа и разделение Сибирского края на западную и восточную части; село Санниково теперь относится к Белоярскому району Западно-Сибирского края.
C образованием в 1965 году Первомайского района Алтайского края село Санниково занимает своё современное административно-территориальное положение.

## Население
| 1763  | 1859  | 1880  | 1893  | 1897  | 1899  | 1911  | 1926  | 1997  | 1998  | 1999  | 2000  |
| ----- | ----- | ----- | ----- | ----- | ----- | ----- | ----- | ----- | ----- | ----- | ----- |
| 181   | ↗348  | ↗477  | ↗616  | ↗800  | ↗850  | ↗2375 | ↘2303 | ↘2300 | ↗2314 | ↗2319 | ↗2347 |
| 2001  | 2002  | 2003  | 2004  | 2005  | 2006  | 2007  | 2008  | 2009  | 2010  | 2011  | 2012  |
| ↘2337 | ↗2458 | ↗2508 | ↗2524 | ↘2496 | ↗2532 | ↗2611 | ↘2567 | ↗2592 | ↗2612 | ↘2608 | ↗2706 |
| 2013  | 2021  |       |       |       |       |       |       |       |       |       |       |
| ↗2720 | ↗3832 |       |       |       |       |       |       |       |       |       |       |

## Инфраструктура

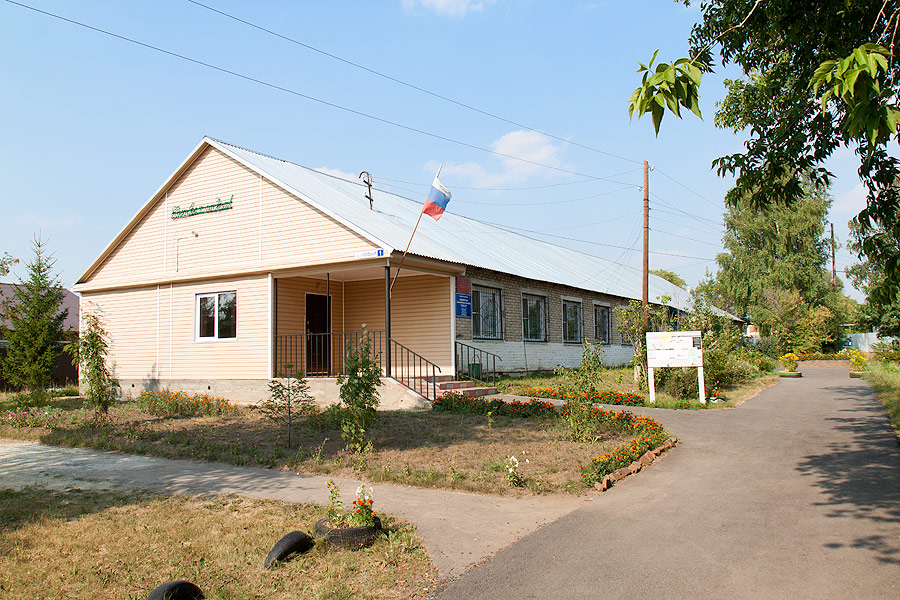
Администрация села Санниково

Автомобильное сообщение с краевым центром — городом Барнаулом, осуществляется по Правобережному (13 км до города) и Новосибирскому (13,5 км до города) трактам. Расстояние до районного центра — Новоалтайска по автодороге составляет — 5 км, из них 3,5 км — по Новосибирскому тракту. До Барнаула и Новоалтайска можно добраться на маршрутном такси.
Непосредственная близость к городам Барнаулу и Новоалтайску, как основному рынку сбыта сельхозпродукции, определила развитие агропромышленного комплекса села. Основными направлениями сельского хозяйства являются: молочное животноводство и растениеводство (в частности — овощеводство).
На 1 января 2012 года в селе насчитывалось 963 хозяйства.
В селе расположены: средняя общеобразовательная школа на 450 учащихся (спортзал — 180 м², актовый зал — 210 мест, библиотека — 15 тыс. томов), детская музыкальная школа, детский сад на 120 мест, детский оздоровительный лагерь «Радуга» на 250 человек (бассейн, спортивные площадки, летняя эстрада, клуб, библиотека), культурно-досуговый центр (КДЦ), амбулатория Первомайской ЦРБ, пожарная часть, участковый пункт полиции, отделение почтовой связи, сеть магазинов.

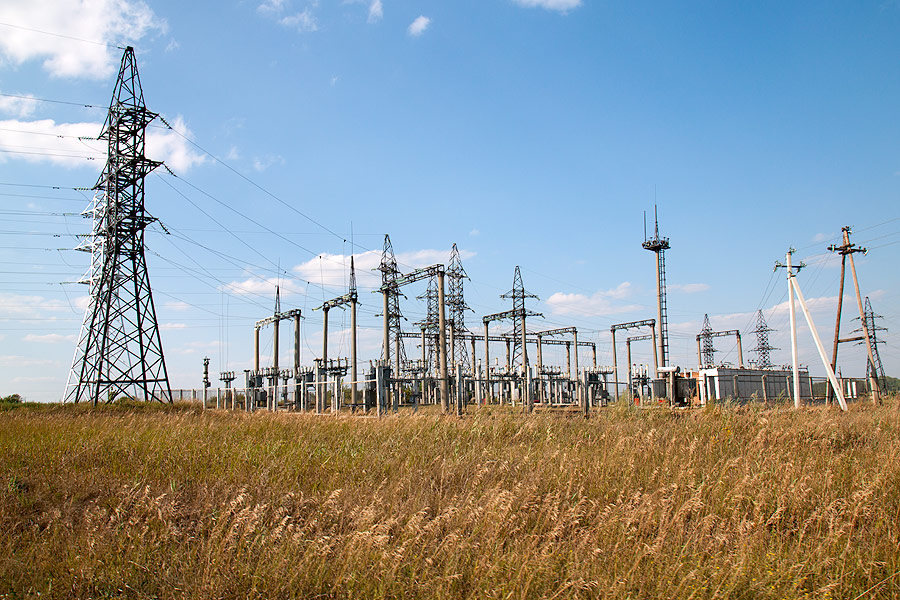
РТП 35/10 кВа «Санниковская»

К объектам коммунального хозяйства относятся: газовая котельная, воздушные линии электропередачи высокого напряжения и распределительная трансформаторная подстанция (РТП) 35/10 кВа «Санниковская», канализационные очистные сооружения (поля фильтрации и станция биологической очистки), полигон ТБО, скотомогильник, кладбище.
По территории села транзитом проходит высоковольтная ЛЭП федерального значения (220 кВ).
Производственные объекты располагаются на северной окраине (70 га) и в центральной части села Санниково (3,8 га). В границах северной промышленной зоны села размещены объекты сельскохозяйственного производства и обработки пищевых продуктов:
- Молочно-товарная ферма на 400 голов КРС; гараж (20 машин);
- ООО «Геркулес» — элеватор, мельница производительностью до 2 т/час;

а также предприятия по переработке древесины:
- ООО «Промбаза»: столярный цех и пилорамы ИП «Костенко» и ИП «Попов».

В центральной части села располагаются производственные объекты: цех по производству халвы, пекарня производительностью до 2,5 т/сутки и овощехранилище.
Теплоснабжение домовладений села Санниково осуществляется от индивидуальных котлов на газовом и твердом топливе, а секционных жилых и общественных зданий от централизованной котельной мощностью 3,5-4 Гкал на газовом топливе.
Для водоснабжения села используются подземные воды водоносных верхнемиоценового и нижнеолигоценового горизонтов. В этих целях эксплуатируются два водозаборных узла.
В селе имеется как автономная (с последующим вывозом на поля фильтрации), так и централизованная канализация. Поля фильтрации площадью 4,3 га расположены на северной границе села. Очистные сооружения построены в 1976 году и в настоящее время требуют реконструкции.
В юго-западной части села Санниково расположено кладбище площадью 1 га.

## Связь
Проводная телефонная связь в селе осуществляется Макрорегиональным филиалом «Сибирь» ОАО «Ростелеком».
Услуги сотовой связи предоставляют четыре оператора: МТС, МегаФон, ВымпелКом и Скай Линк (Ростелеком).

## Образование, культура, религия
Образование
В конце XIX в. один из двух грамотных людей деревни, писарь Михаил Иванович Ноговицын, предложил обучать грамоте детей. Набрав 21 ученика он начал вести занятия в арендованных помещениях зажиточных крестьян. С 1897 года занятия стали проводить приезжие учителя.
После революции школа, в которой было 3 класса с двумя учителями, переехала в дом бывшего богача Петухова. В 30-е гг. учителей было уже четверо. Образование стало 4-летним, но рост числа желающих обучаться грамоте поставил вопрос об открытии семилетней школы, которая полностью укрепилась в Санниково только после войны. Старое здание перенесли на площадь и перестроили. С 1956 года школа стала восьмилетней. К этому времени коллектив учителей составил уже 16 человек на 272 ученика.
20 сентября 1967 года в новом здании была открыта Санниковская средняя школа, насчитывающая 480 учеников.
Сегодня в школе работает 19 преподавателей; в 13 классах обучается 229 учеников.
25 февраля 2011 года здесь открылся школьный краеведческий музей.
В воспитании и обучении детей до 7 лет родителям помогает муниципальное казённое дошкольное образовательное учреждение — детский сад общеразвивающего вида «Берёзка» (6 групп).
Культура

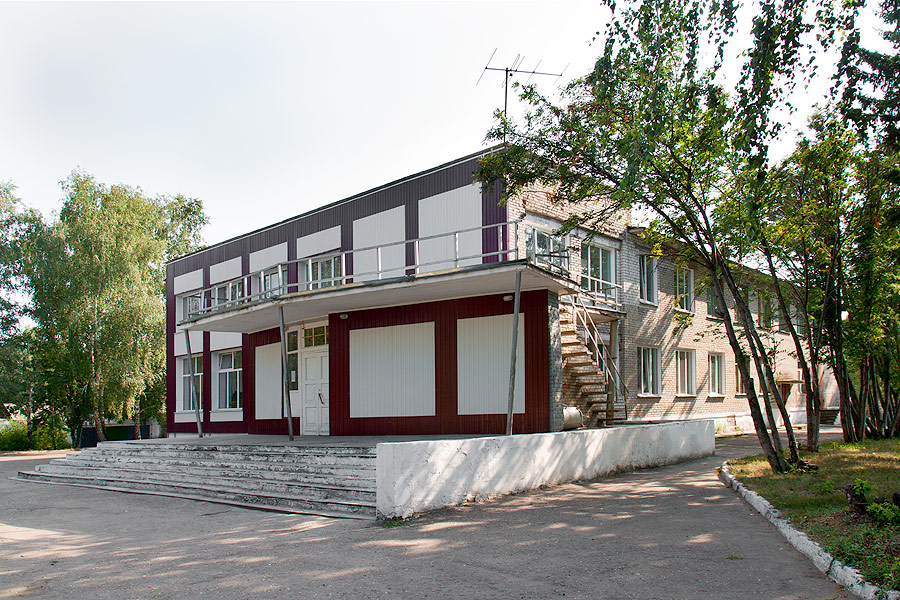
Санниковский КДЦ

Культурная жизнь села непосредственно связана с Санниковским КДЦ, фольклорные коллективы которого активно и успешно участвуют в краевых, всероссийских и международных конкурсах народного творчества.
Важным звеном в системе культурного образования является расположенная в селе Первомайская детская музыкальная школа № 2.
В селе работает библиотека.
Религия
В настоящее время заканчивается возведение храма святителя Спиридона Тримифунтского.

## Люди, связанные с селом
Бармин, Валерий Анатольевич (1951) — доктор исторических наук, профессор, зав. кафедрой всеобщей истории АлтГПА, член-корреспондент Международной академии наук педагогического образования.
Карнаухова, Надежда Евгеньевна (1947) — ветеран труда, заслуженный учитель Российской Федерации (1999), учитель истории Санниковской средней школы.
Соколенко, Вилли Александрович (1925—2018) — в 1963—1992 годах — директор совхоза «Санниковский». Награждён орденами: «Трудового красного знамени», «Октябрьской революции», «Знак Почёта»; орденом Ленина, медалью «За трудовую доблесть», присвоено звание «Заслуженный инженер сельского хозяйства РСФСР». «Почётный житель села» (2011).